# يانيك مارشان
يانيك مارشان (15 أغسطس 1988 ببلجيكا - ) هو لاعب كرة قدم بلجيكي في مركز الدفاع. لعب مع زولته فاريجيم ونادي غينت وفيربرودرينغ دندر إندرخت هكلغام ‏ وK.S.K. Ronse ‏.

## وصلات خارجية
- يانيك مارشان على موقع قاعدة بيانات كرة القدم.إي يو (الإنجليزية)
- يانيك مارشان على موقع Soccerway.com (الإنجليزية)